# Tennistoernooi van Rome 2003
|                                       |  |                                        |
| Félix Mantilla, winnaar bij de mannen |  | Kim Clijsters, winnares bij de vrouwen |

Het tennistoernooi van Rome van 2003 werd van 5 tot en met 18 mei 2003 gespeeld op de gravelbanen van het Foro Italico in de Italiaanse hoofdstad Rome. De officiële naam van het toernooi was Telecom Italia Masters.
Het tennistoernooi van Rome trok 78.066 toeschouwers.
Het toernooi bestond uit twee delen:
- ATP-toernooi van Rome 2003, het toernooi voor de mannen, van 5 tot en met 11 mei
- WTA-toernooi van Rome 2003, het toernooi voor de vrouwen, van 12 tot en met 18 mei

ATP-toernooi van Rome – WTA-toernooi van Rome

1990 · 1991 · 1992 · 1993 · 1994 · 1995 · 1996 · 1997 · 1998 · 1999 · 2000 · 2001 · 2002 · 2003 · 2004 · 2005 · 2006 · 2007 · 2008 · 2009 · 2010 · 2011 · 2012 · 2013 · 2014 · 2015 · 2016 · 2017 · 2018 · 2019 · 2020 · 2021 · 2022 · 2023 · 2024